# Xcalak
Xcalak es una población de 436 habitantes que se ubica en el municipio de Othon P. Blanco al sur del estado de Quintana Roo. Se localiza entre los paralelos 18°10′ y 19°6′ latitud Norte y los meridianos 87°33′ y 88°5′ longitud Oeste colindando al Norte con la Reserva de la Biosfera de Sian Ka’an, al Este con el mar Caribe, al Sur con la frontera México-Belice y al Oeste con la Bahía de Chetumal. En 1995 la comunidad de Xcalak demostró su interés en la conservación y manejo de los recursos naturales de la zona al solicitar apoyo del Gobierno Federal para el establecimiento de un área natural protegida, con el apoyo de la Asociación Civil Amigos de Sian ka'an, A.C. y el Centro de Recursos Costeros de la Universidad de Rhode Island. En el marco del Comité Comunitario para la Protección y Manejo de los Recursos Costeros de Xcalak se diseñaron y propusieron acciones de manejo en el área culminando en la publicación del decreto de creación del Parque Nacional Arrecifes de Xcalak en el Diario Oficial de la Federación el 27 de noviembre de 2000.

## Descripción
La península de Xcalak está formada por rocas sedimentarias marinas de carbonato autigenico y anhidritas, cuyo origen corresponde al Mioceno y Plioceno, mientras que la plataforma continental data del Holoceno. Esta área carece de ríos superficiales. El agua pluvial se absorbe rápidamente, el escurrimiento es nulo y la evaporación es máxima debido a la elevada temperatura, sin embargo se verifica una circulación hídrica subterránea con dirección NW-SE, aflorando en una serie de cavernas de diversas dimensiones.
El tipo de clima en la zona corresponde a un cálido subhúmedo, con lluvias en verano y parte del invierno. La oscilación térmica es menor a 5 °C y el mes más cálido corresponde a enero. La precipitación anual fluctúa entre los 1200 y 1300 mm y en promedio se presentan 139 días de lluvia al año. Los nortes se presentan en otoño e invierno y los huracanes entre agosto y septiembre. Los tipos de vegetación corresponden a selva media subcaducifolia, selva media subperennifolia, selva baja inundable, manglar y algunas asociaciones como peténes, tuláres, duna costera, pantanos y tasitales.
El área arrecifal frente a Xcalak se encuentra definida por dos zonas arrecifales, la primera es la cresta arrecifal, dividida por tres subzonas: arrecife posterior, rompiente y transición barlovento. La siguiente subzona es el arrecife frontal, dividido en dos subzonas: frontal interior y frontal exterior. Frente al poblado de Xcalak se encuentra una estructura arrecifal a la cual los habitantes de la zona la conocen como “La Poza”, la cual se caracteriza por la presencia de un sistema de macizos y canales, típicos del arrecife frontal. En esta zona se han identificado cerca de 40 especies de corales duros (escleractinios), 75 especies de peces y 79 especies de macroalgas.

## Historia
La historia del poblado de Xcalak se divide en dos períodos: desde su fundación en 1900 a 1955, año en el que el huracán Janet arribó a la Península de Yucatán; y de 1955 a la actualidad. Durante el primer período se fue una pequeña población de pescadores fundada por la armada de México como base de la "Flotilla del Sur" y constituyó el primer astillero del Caribe mexicano con el fin de establecer un puesto de control de la zona. En el transcurso de la década de 1900, se convirtió en una población importante, destacando su producción de coco que alcanzó hasta 300 toneladas mensuales. 
En la década de 1950 Xcalak se destacó por su importancia económica, contando con sólidas construcciones de mampostería y de madera, una fábrica de hielo, planta de luz, bodegas para almacenar grandes cantidades de copra, expendio de cerveza y vinos, tiendas de abarrotes, billares, cinema, fábrica de paletas y de aguas frescas, entre otros. Durante este periodo la población fue azotada por el huracán Janet, el cual destruyó gran parte de la población. El 27 de septiembre de 1955, el huracán Janet arrasó materialmente con el pueblo de Xcalak, con vientos de más de 200 millas por hora, acabando con las grandes plantaciones de coco y muriendo la mayoría de sus habitantes. El 27 de noviembre de 2000 se decretó la creación del parque nacional Arrecifes de Xcalak, administrado por la Comisión Nacional de Áreas Naturales Protegidas, con una superficie terrestre de 4,521.84ha. y 13,427.61 ha. de superficie marina. Xcalak también cuenta con una designación internacional de sitio RAMSAR, debido a la importancia de sus humedales.

## Biodiversidad
De acuerdo al Sistema Nacional de Información sobre Biodiversidad de la Comisión Nacional para el Conocimiento y Uso de la Biodiversidad (CONABIO) en el Parque Nacional Arrecifes de Xcalak habitan más de 800 especies de plantas y animales de las cuales 40 se encuentran dentro de alguna categoría de riesgo de la Norma Oficial Mexicana NOM-059  y 16 son exóticas,